# Paraplectana tsushimensis
Paraplectana tsushimensis är en spindelart som beskrevs av Yamaguchi 1960. Paraplectana tsushimensis ingår i släktet Paraplectana och familjen hjulspindlar. Inga underarter finns listade i Catalogue of Life.